# تشارلز أديسون
تشارلز أديسون (بالإنجليزية: Charles Edison) (و. 1890 – 1969 م) هو سياسي من الولايات المتحدة الأمريكية ولد في ويست أورنج.
تولى منصب الأمين العام (1940-01-02–1940-06-24) .وهو عضو في الحزب الديمقراطي الأمريكي .